# Aiguier
Pour les articles homonymes, voir Aiguier (homonymie).
Un aiguier, en Provence, est une citerne creusée dans la roche et voûtée de pierres, servant à recueillir les eaux de ruissellement.

## Étymologie
Le terme provençal correspondant au français « aiguier » est aiguié (selon la graphie mistralienne), l'un comme l'autre issus du latin acquarium.

## Les aiguiers de Saint-Saturnin-lès-Apt
Il existe au nord-est de Saint-Saturnin-lès-Apt dans le Vaucluse, un « pays des aiguiers », ainsi baptisé car de nombreuses fermes y avaient, il y a encore quelques dizaines d'années, pour seul point d’eau une citerne creusée dans la roche calcaire et alimentée en eau de pluie par un système de récupération des eaux de ruissellement (en langage technique impluvium),.
Mais la zone d'extension des aiguiers ne se limite pas à cette commune des Monts de Vaucluse : on en rencontre aussi à Villars, Gordes, Sault, Monieux, Blauvac et Villes-sur-Auzon.

### Implantation et alimentation
Par nécessité, ces aiguiers sont toujours implantés sur des terrains en pente ou immédiatement en aval de ces derniers. Leur impluvium peut être un plan de roche dénudé et creusé de rigoles de collecte ou un chemin barré d'une rigole oblique poursuivie jusqu'à l'aiguier. Un autre dispositif, mais qui n'est pas attesté à Saint-Saturnin-lès-Apt, consiste en une toiture collectrice concave avec lauses inclinées convergeant en direction du trou de collecte.
Une crépine de petites branches, placée dans les trous de collecte réservés dans les parois arrières ou les côtés de la bâtisse, servait à filtrer l’eau et à empêcher les petits animaux de tomber à l’intérieur,.
La profondeur des bassins oscille principalement entre 0,9 m et 2,2 m. Un seul atteint 3,35 m .

### Architecture
Si quelques aiguiers sont à ciel ouvert et libres d’accès aux bétail et au gibier (les grives étant tirées depuis un poste de chasse ou espère édifié à proximité), la plupart sont recouverts et protégés soit par une voûte encorbelée en forme de coupole, bâtie en pierres sèches, soit par une voûte clavée en berceau, aux voussoirs généralement liés par du mortier de terre ou de chaux. Dans le premier cas, le bassin est de plan circulaire ou carré avec arrondissement des angles, dans le deuxième cas de plan rectangulaire. Un troisième type, plus rare, de couvrement est constitué par de grandes dalles rectangulaires taillées qui sont posées au niveau du sol, soit en plafond (dalles juxtaposées), soit en bâtière (dalles affrontées) au-dessus d'une cuve rectangulaire.
La porte d’entrée dans les deux premiers types est tenue soigneusement fermée.
Les aiguiers couverts par une coupole en encorbellement ont pour caractéristique commune d'avoir leur coupole légèrement en retrait par rapport au corps de base. La fonction de cette retraite reste énigmatique : abritait-elle un chéneau circulaire destiné à recueillir l'eau de pluie tombant sur le parement extérieur de la coupole ou est-elle la trace d'une couverture de lauses retirée après l'abandon de l'installation ?

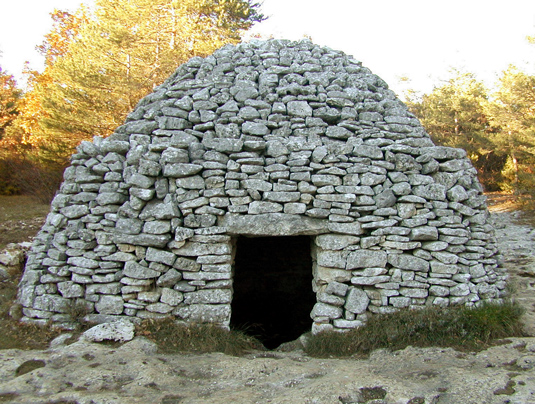
Aiguier couvert d'un dôme à Gayéoux, sur la commune de Saint-Saturnin-lès-Apt (Vaucluse)

De même, les aiguiers couverts par une voûte en plein cintre présentent un extrados à peine protégé par de la caillasse alors qu'on s'attendrait plutôt à une couverture de grandes lauses à deux pentes.
Enfin, les aiguiers à voûte clavée sont parfois renforcés intérieurement par une arche, maçonnée ou non, soit parallèle à la directrice de la voûte, soit perpendiculaire à celle-ci.

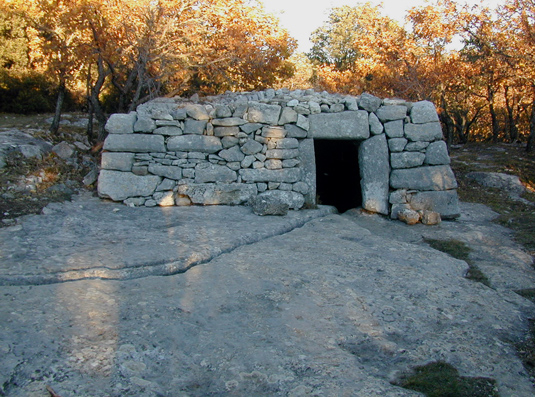
Un des aiguiers de Travignon couvert d'une voûte clavée en berceau à Saint-Saturnin-lès-Apt (Vaucluse).

Quel que soit le type de couvrement employé, les parois intérieures de ce dernier sont toujours dans la continuation de celles du bassin creusé dans la roche.

### Fonction
Dépendant généralement d'une ferme proche, l'aiguier servait, selon le cas, à un usage domestique (laver le linge, arroser le potager), un usage pastoral  (abreuver les bêtes) ou encore un usage artisanal (distiller la lavande et refroidir le serpentin).

### Datation
Certains aiguiers portent un millésime, ainsi deux aiguiers au lieu-dit les Lazarins, datés respectivement de 1882 et 1906.
La tradition de creuser des citernes ou aiguiers est cependant antérieure à la fin du XIXe siècle. Une mention fort éclairante à ce sujet nous est livrée par Auguste Roux dans sa monographie « Villars, un village de l’ancienne Provence » :
« Le 28 mars 1666, les Consuls font observer que la montagne "est fort sèche". Il y a un rocher au quartier de La Brasque "propre à creuser un aiguier" afin d’abreuver les troupeaux… "on verra un maître-coupeur de pierres". Le 6 juin, une partie du rocher est creusée. André Clément et d’autres ont payé le travail dont ils jugent la nécessité. Il est délibéré de poursuivre la besogne conformément "au marché fait", de "relarguer" le tout et de le payer »,.

## Les aiguiers de Saint-Cézaire-sur-Siagne
Les puits de la Vierge ou puits d'Amon à Saint-Cézaire-sur-Siagne (Alpes-Maritimes) sont des puits creusés autour d'une source importante. Ils ont alimenté le village en eau potable jusqu'en 1870.

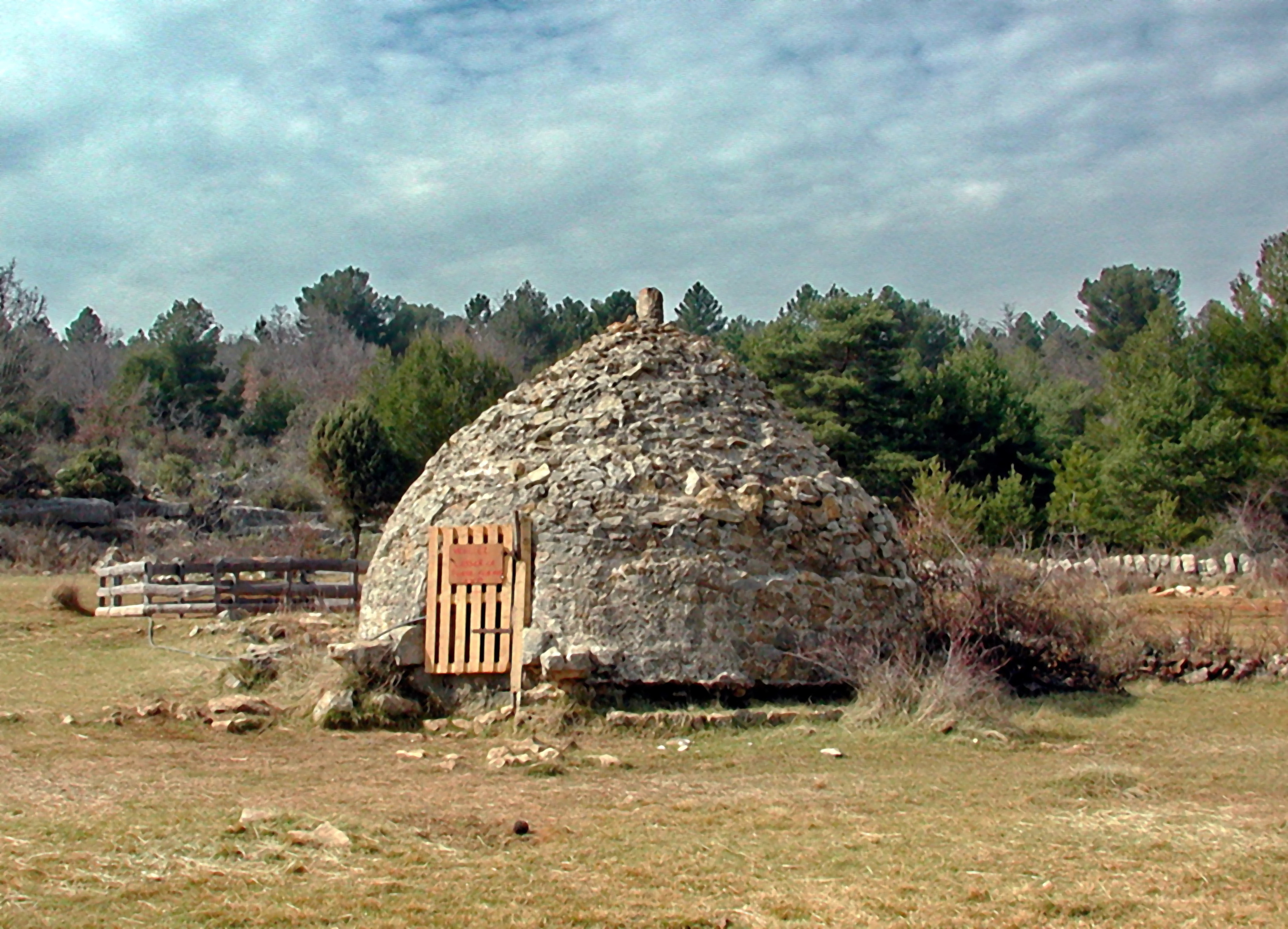
Aiguier dans une doline au nord de Saint-Cézaire.
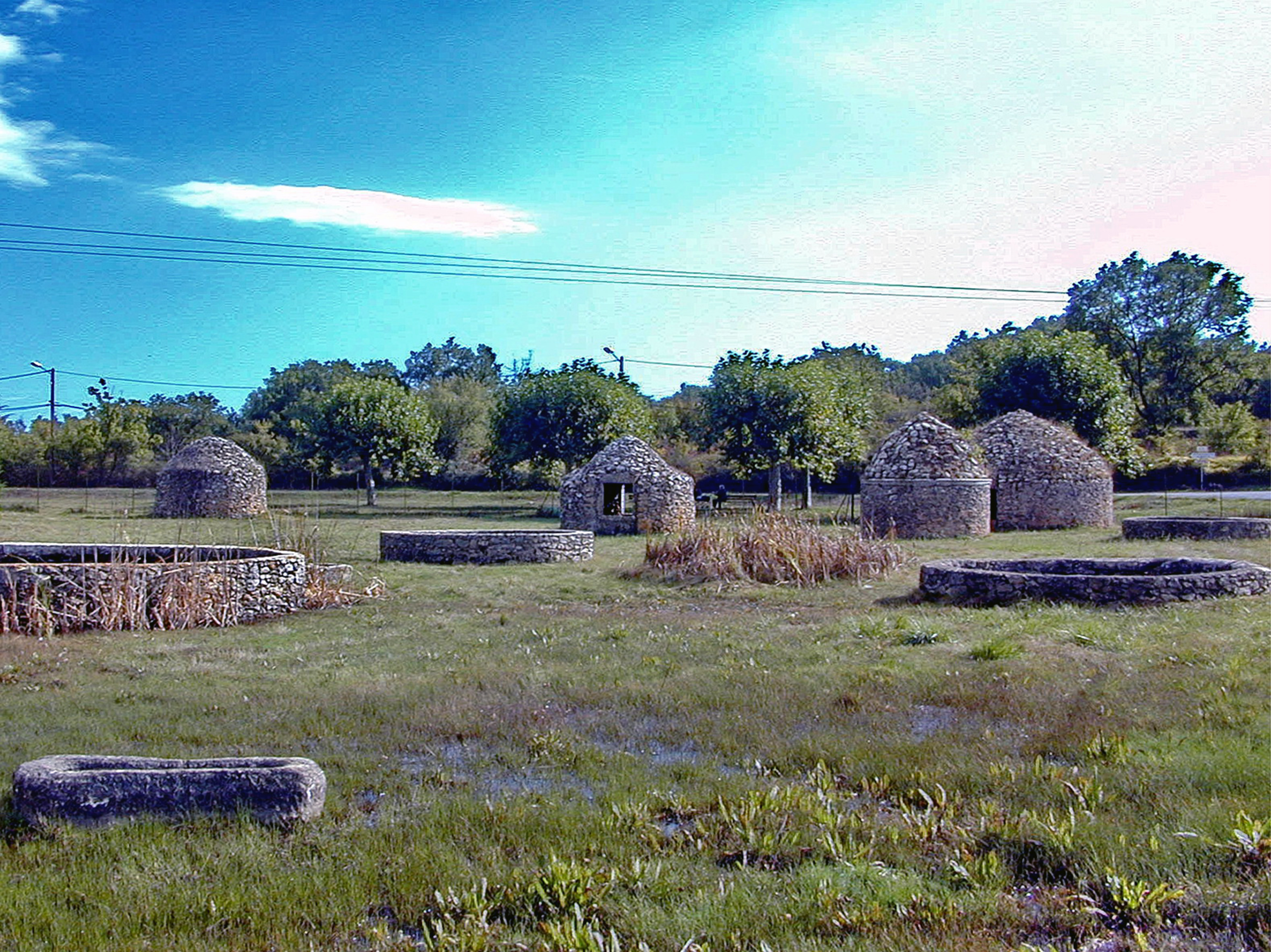
Aiguiers - puits-couverts, citernes et bassins dits « de la Vierge » à Saint-Cézaire (XVIIe).

## Les aiguiers-citernes du Grand Plan de Canjuers
La région du Grand Plan de Canjuers est caractérisée par un habitat dispersé d'une trentaine de fermes ou bastides, de 86 cabanes en pierre sèche localisées, mais disparues ,, et de huit puits, plus ou moins temporaires en bordure du Grand Margès.
Dans cette région, les ressources en eau sont limitées aux apports pluviaux qui sont très rapidement absorbés par le sol karstique pour re-surgir au niveau de l'exurgence de Fontaine-L'Evêque dans la retenue du lac de Sainte-Croix à Bauduen (1970).
Toutes ces bastides disposent d'un ou de plusieurs aiguiers-citernes, récupérant les eaux de pluie par ruissellement des gouttières du toit lui-même ou des toits attenants. Ces aiguiers-citernes sont le plus souvent de forme arrondie, volontiers profondes et utilisent parfois des cavités naturelles (aven). Certains sont couverts de plantations d'iris (isolation thermique).

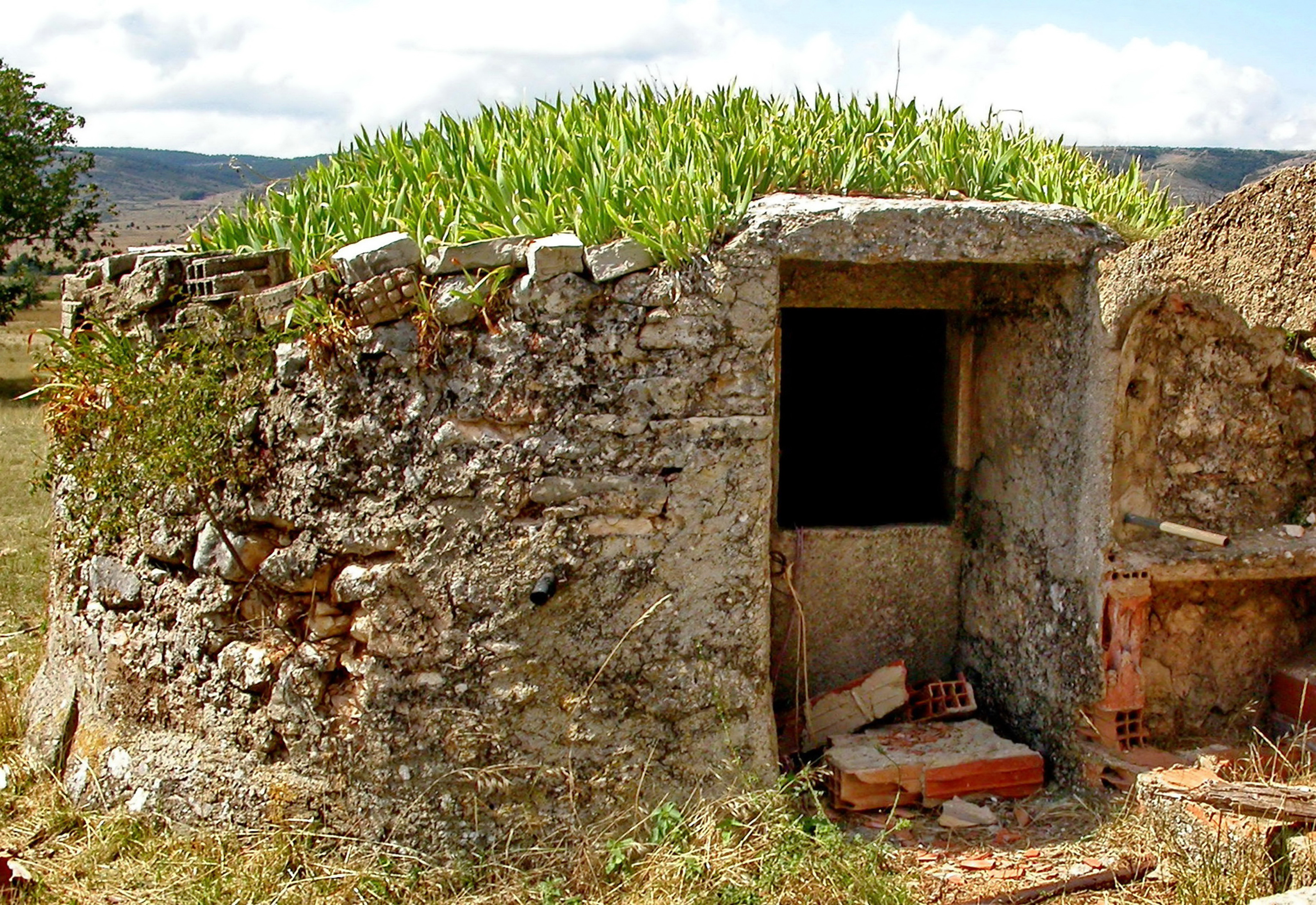
Aiguier au toit planté d'iris.
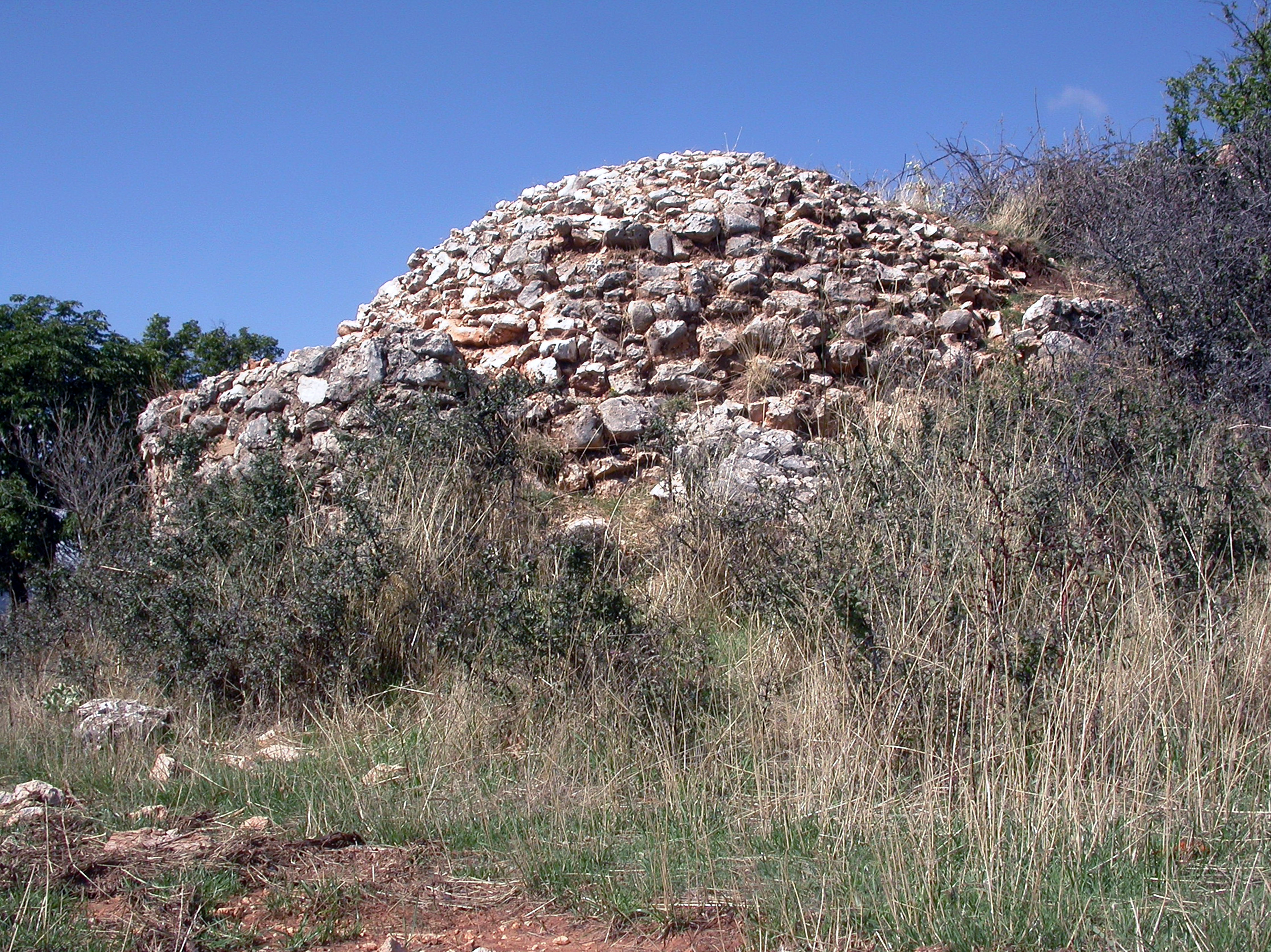
Aiguier au toit clavé.
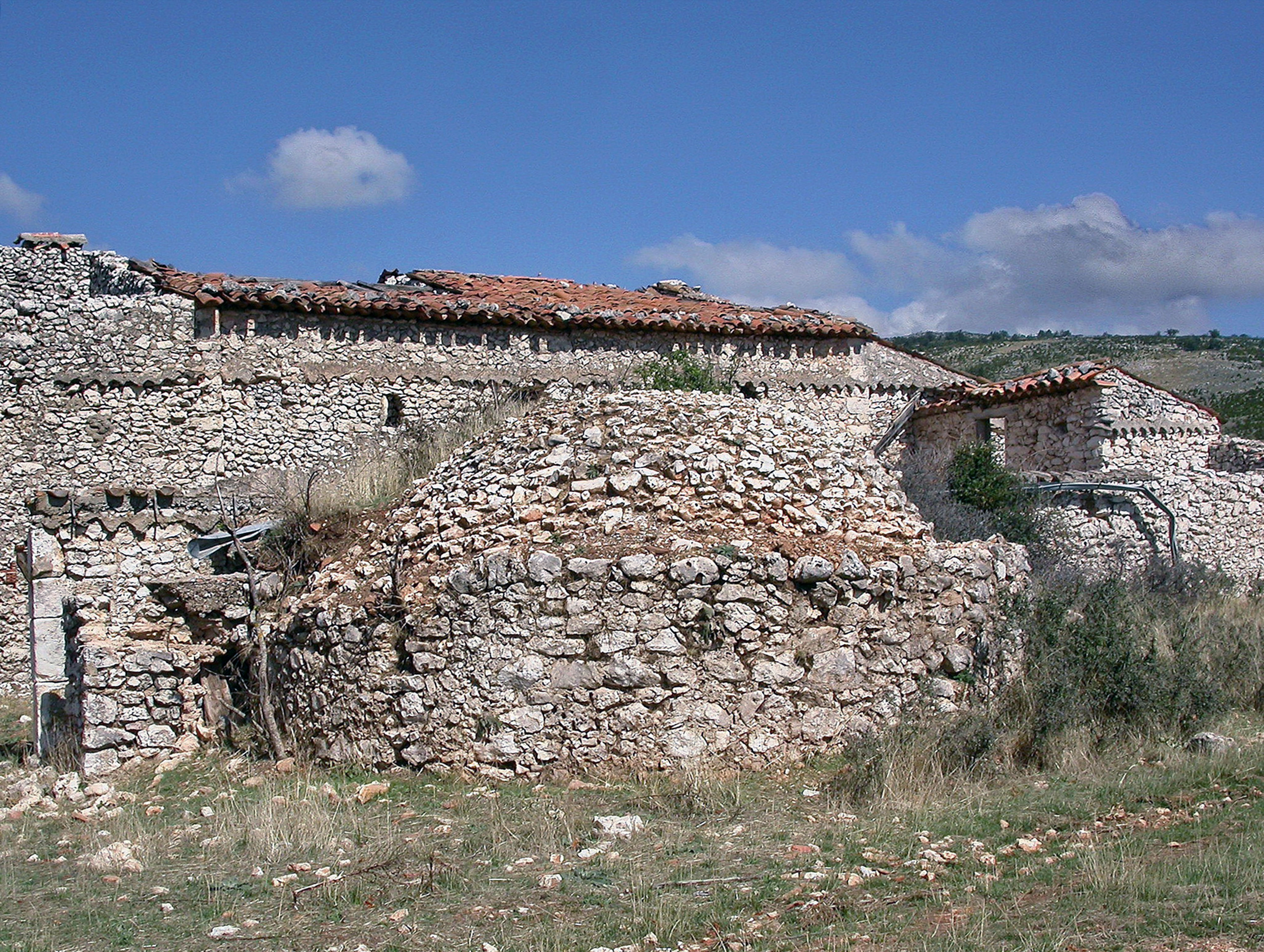
Aiguier alimenté par les gouttières attenantes.
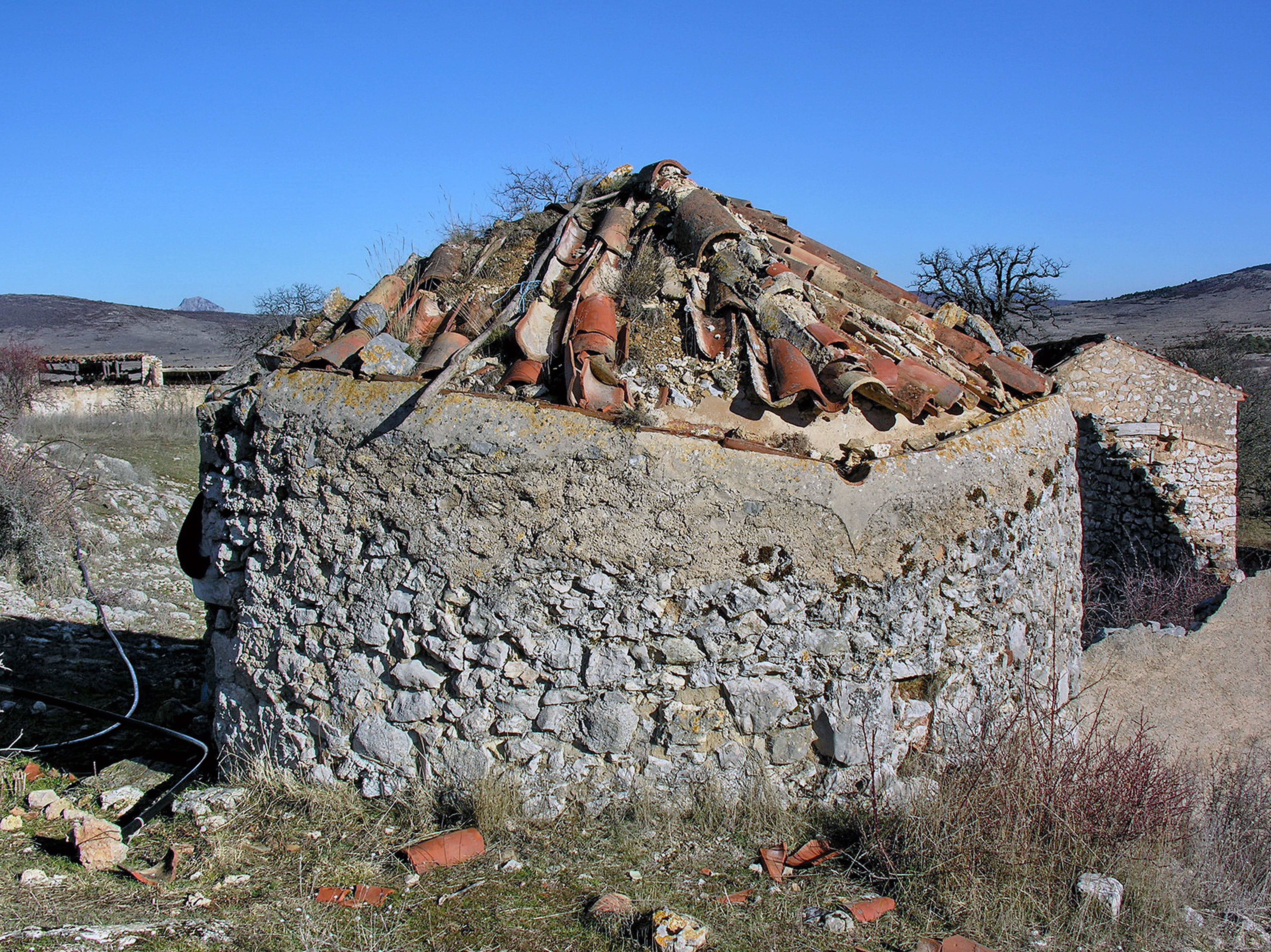
Aiguier alimenté par un système de gouttières.
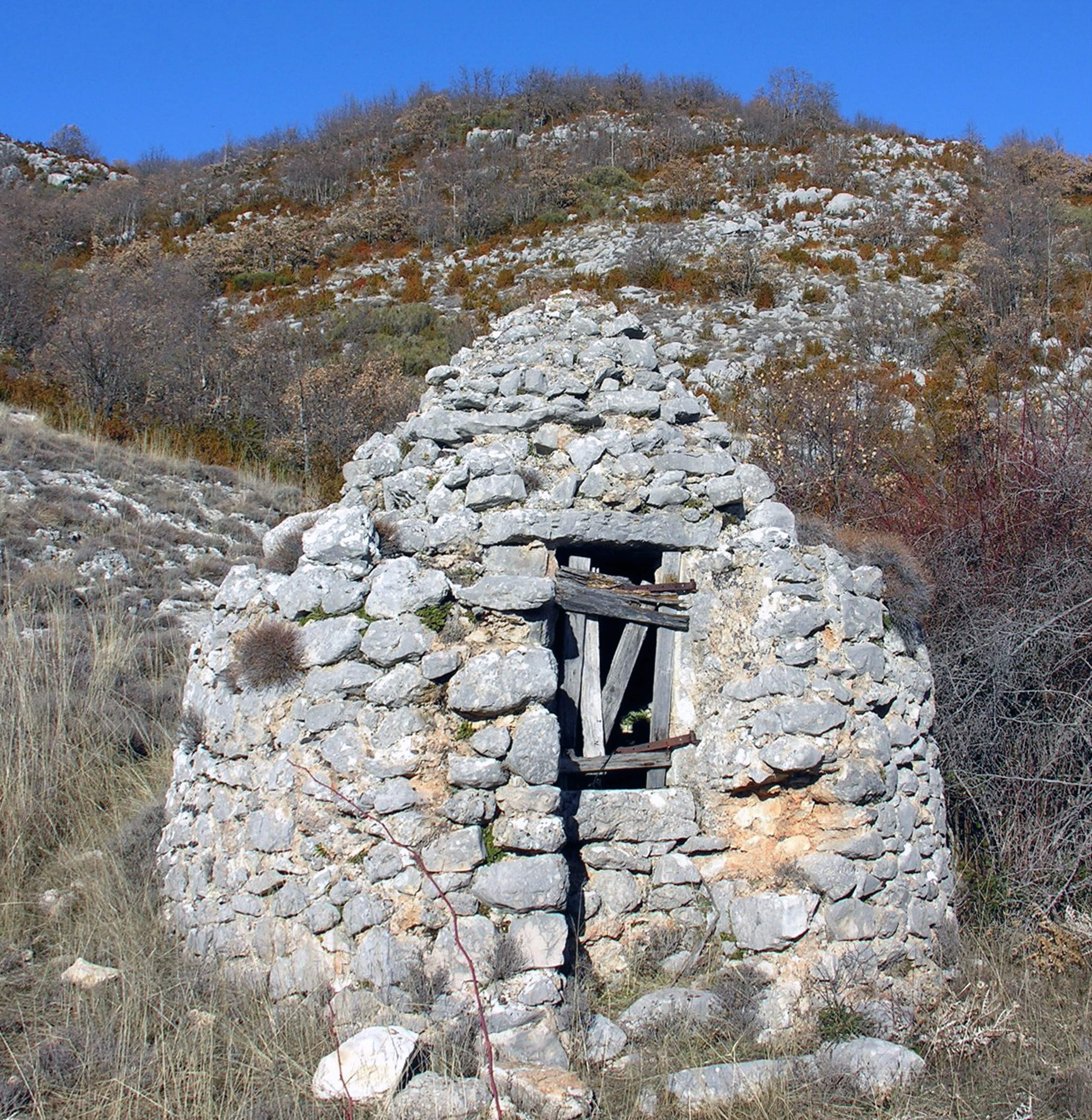
Aiguier-citerne-puits, sur le fond d'un vallon.

## Le puits aérien de Knappen à Trans-en-Provence
Le puits aérien de Trans-en-Provence (tour de récupération de la rosée ambiante) de l'ingénieur belge Achile Knappen (1930)… toujours sec : matin et soir, été comme hiver. Il devait permettre de récupérer l'humidité nocturne par condensation pour irriguer les cultures, mais conçu pour l'Afrique, ses rendements furent décevants.

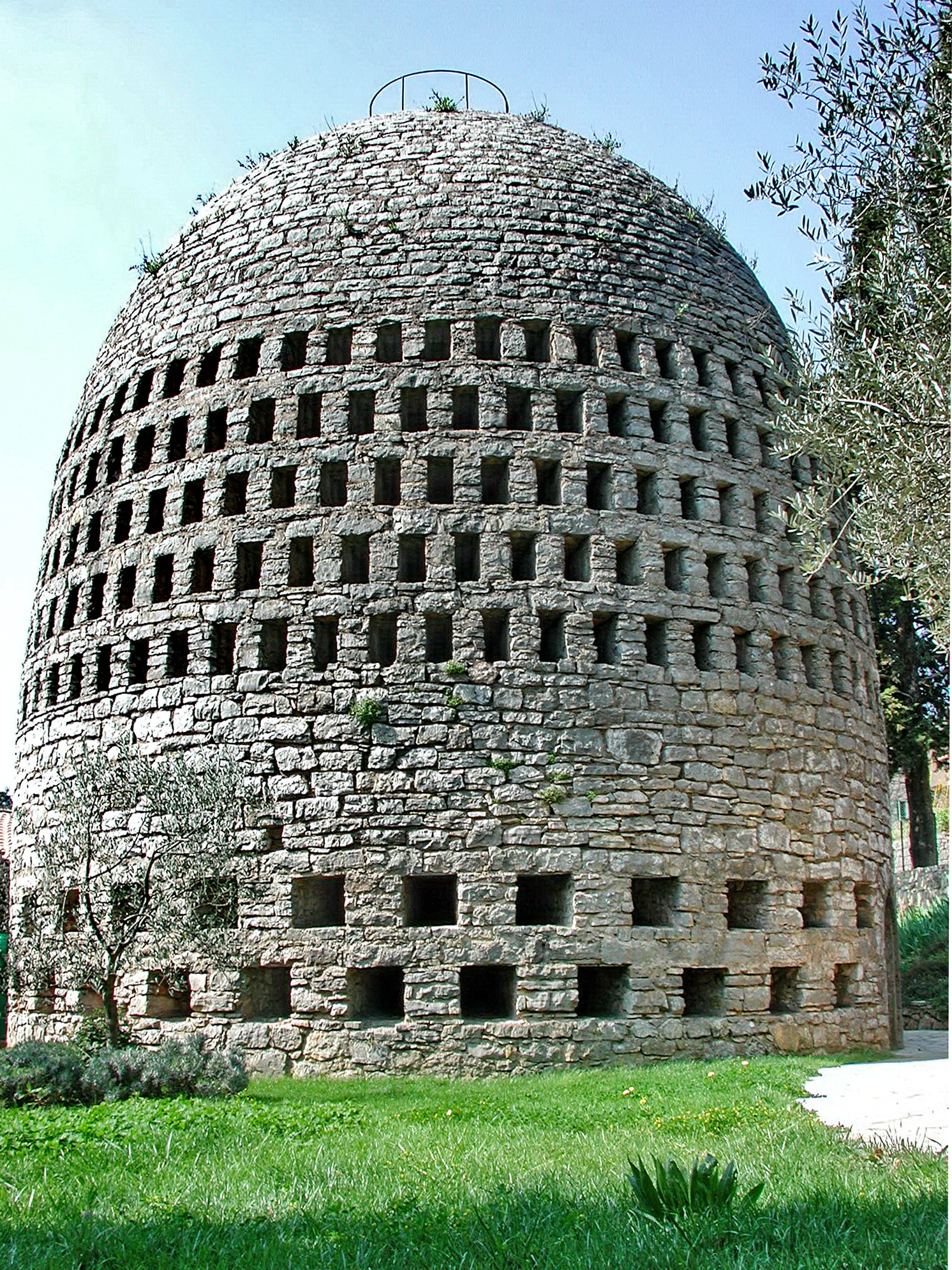
Le puits aérien de Knappen (1930).
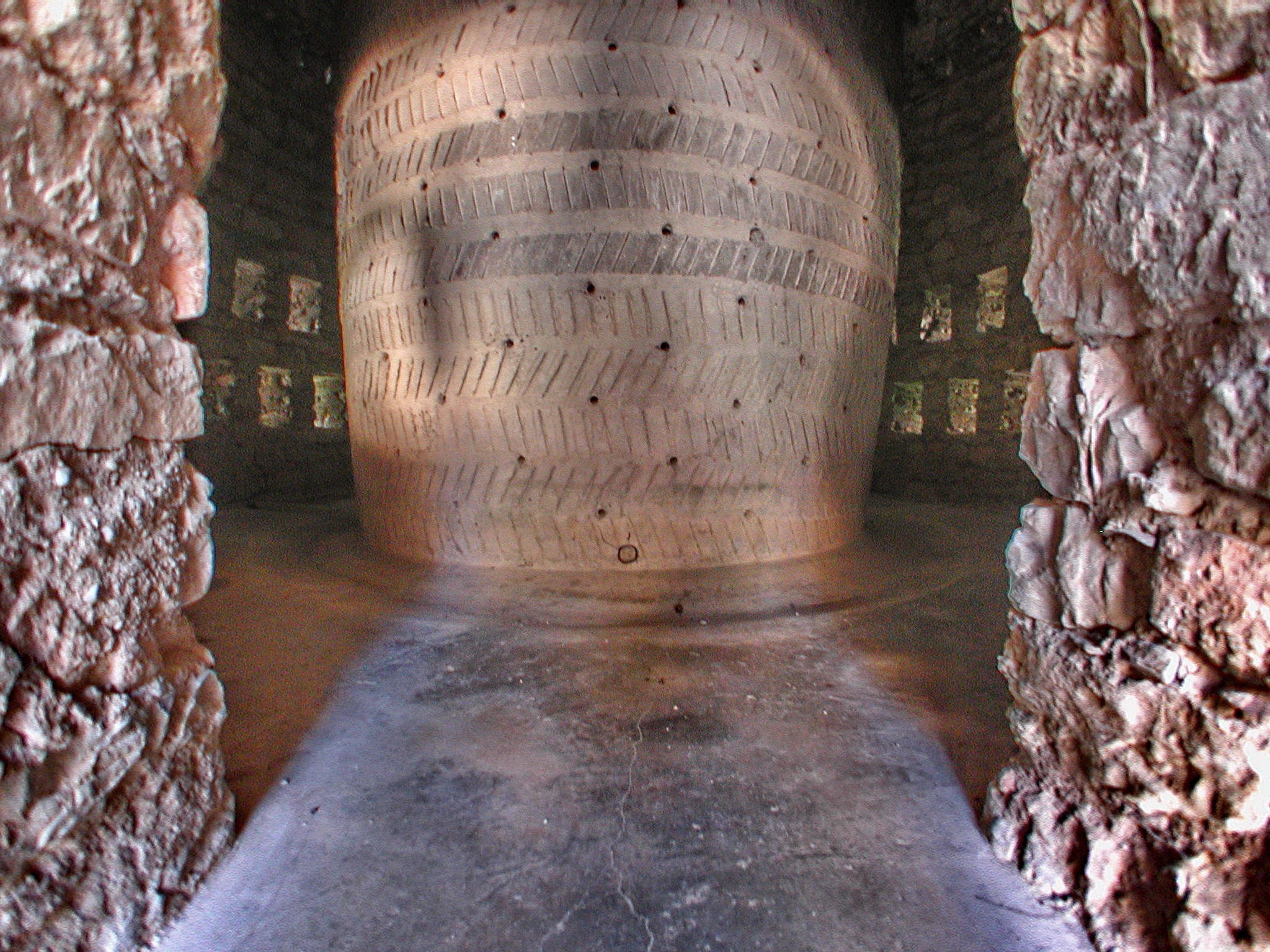
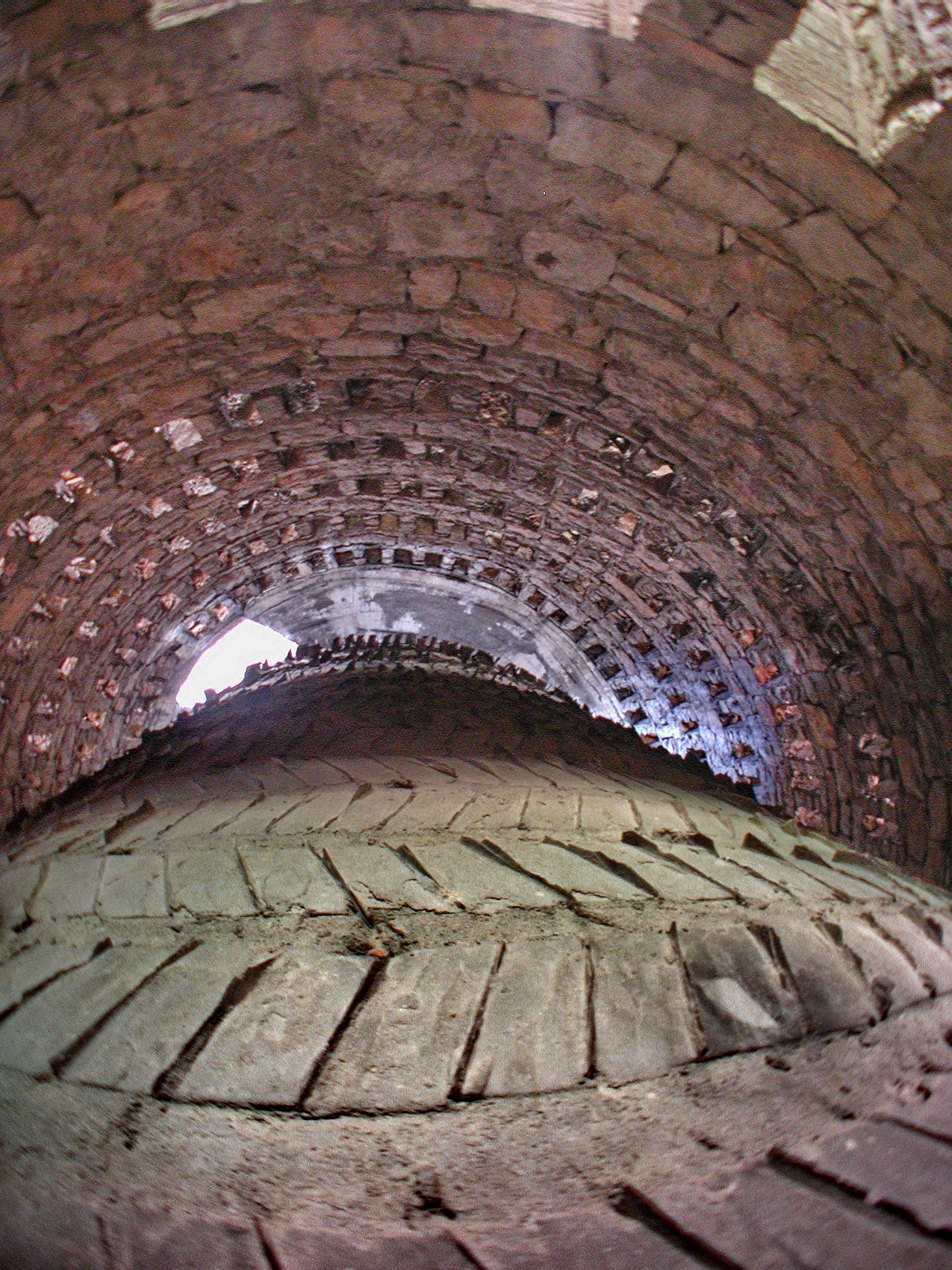
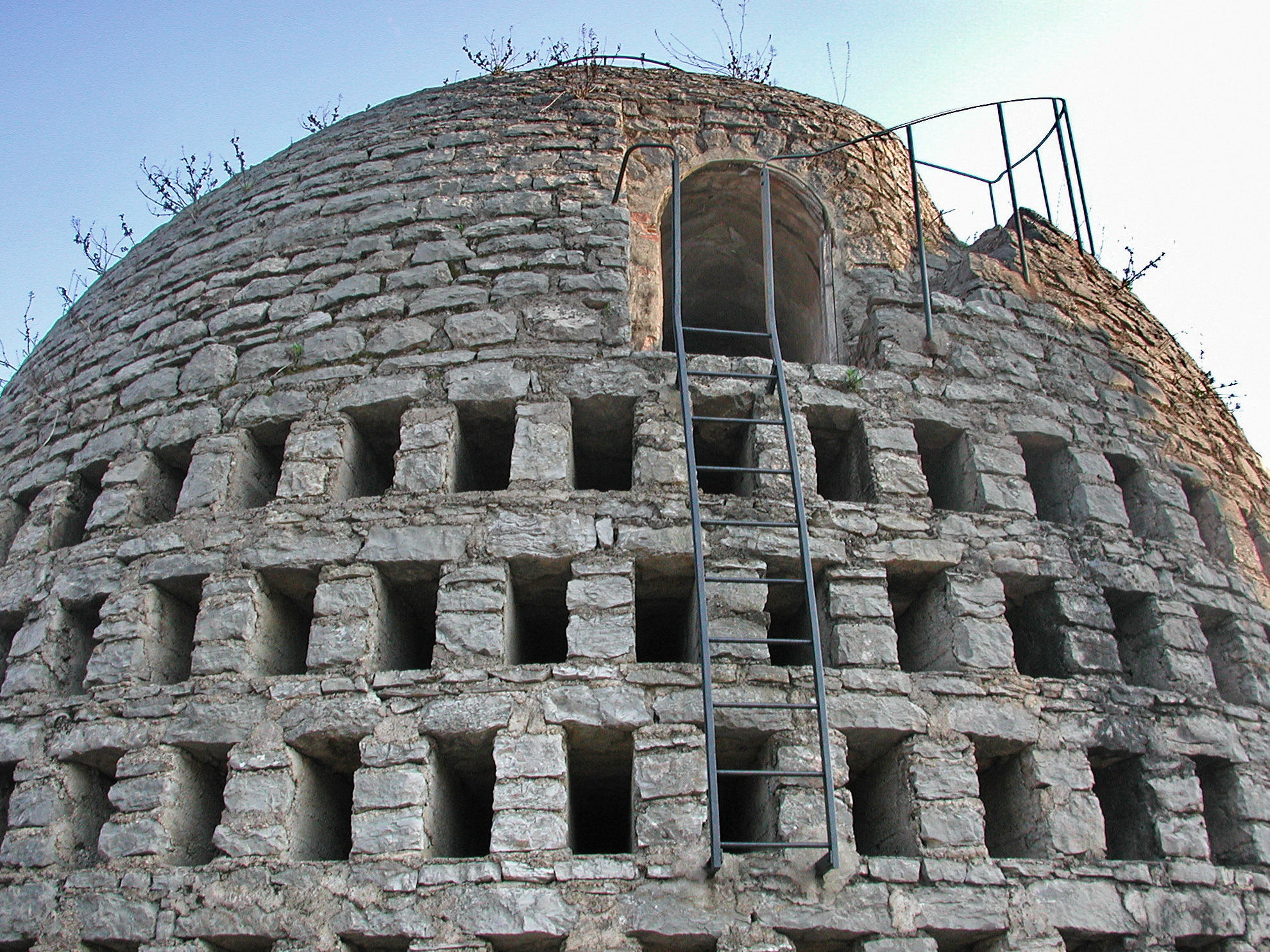